# Sant Vincenç de Salèrn
Saint-Vincent-de-Salers és un municipi francès situat al departament de Cantal i a la regió d'Alvèrnia-Roine-Alps. L'any 2007 tenia 84 habitants.

## Demografia

### Població
El 2007 la població de fet de Saint-Vincent-de-Salers era de 84 persones. Hi havia 46 famílies de les quals 27 eren unipersonals (9 homes vivint sols i 18 dones vivint soles), 14 parelles sense fills i 5 parelles amb fills.
La població ha evolucionat segons el següent gràfic:
Habitants censats

### Habitatges
El 2007 hi havia 140 habitatges, 48 eren l'habitatge principal de la família, 77 eren segones residències i 16 estaven desocupats. 128 eren cases i 12 eren apartaments. Dels 48 habitatges principals, 41 estaven ocupats pels seus propietaris, 3 estaven llogats i ocupats pels llogaters i 3 estaven cedits a títol gratuït; 5 tenien dues cambres, 6 en tenien tres, 15 en tenien quatre i 23 en tenien cinc o més. 36 habitatges disposaven pel capbaix d'una plaça de pàrquing. A 22 habitatges hi havia un automòbil i a 12 n'hi havia dos o més.

### Piràmide de població
La piràmide de població per edats i sexe el 2009 era:
| Homes | Edats   | Dones |
| ----- | ------- | ----- |
| 0     | 95 o +  | 4     |
| 0     | 90 a 94 | 4     |
| 8     | 85 a 89 | 0     |
| 0     | 80 a 84 | 0     |
| 0     | 75 a 79 | 4     |
| 8     | 70 a 74 | 4     |
| 8     | 65 a 69 | 12    |
| 4     | 60 a 64 | 8     |
| 0     | 55 a 59 | 0     |
| 8     | 50 a 54 | 4     |
| 8     | 45 a 49 | 0     |
| 4     | 40 a 44 | 4     |
| 0     | 35 a 39 | 0     |
| 12    | 30 a 34 | 4     |
| 0     | 25 a 29 | 0     |
| 0     | 20 a 24 | 0     |
| 0     | 15 a 19 | 0     |
| 0     | 10 a 14 | 0     |
| 4     | 5 a 9   | 0     |
| 8     | 0 a 4   | 4     |

## Economia
El 2007 la població en edat de treballar era de 34 persones, 21 eren actives i 13 eren inactives. De les 21 persones actives 19 estaven ocupades (12 homes i 7 dones) i 1 aturada (1 home). De les 13 persones inactives 6 estaven jubilades, 2 estaven estudiant i 5 estaven classificades com a «altres inactius».
Activitats econòmiques
Dels 4 establiments que hi havia el 2007, 1 era d'una empresa de comerç i reparació d'automòbils, 2 d'empreses d'hostatgeria i restauració i 1 d'una empresa de serveis.
L'únic establiment comercial que hi havia el 2009 era una botiga de menys de 120 m².
L'any 2000 a Saint-Vincent-de-Salers hi havia 10 explotacions agrícoles que ocupaven un total de 474 hectàrees.

## Poblacions més properes
El següent diagrama mostra les poblacions més properes.